# Allotopus rosenbergi
Allotopus rosenbergi là một loài bọ cánh cứng trong họ Lucanidae. Loài này được Snellen van Vollenvoven in Parry mô tả khoa học năm 1872.